# Zieria adenophora
Zieria adenophora es una especie de arbusto perteneciente a la familia de las rutáceas. Es originaria de Australia donde se encuentra cerca de Araluen, Nueva Gales del Sur.  Crece en las laderas de granito, donde menos de 200 plantas se conocen de este único sitio.

## Descripción
Es un arbusto que alcanza un tamaño de  1 m de altura, las ramas  pubescentes con pelos simples. Las hojas con  folíolo central cuneado a obovado, 2.5-4 mm de largo, 2-3 mm de ancho, ápice redondeado a emarginado, los márgenes ± dentados;  pecíolo 1,5 -2 mm de largo. Las inflorescencias más cortas que las hojas, por lo general con 1-3-flores. Lóbulos del cáliz  triangulares,  glabros. Pétalos 2-3 mm de largo, valvados, blanco o amarillo pálido, la superficie rosada, cara externa pubescente, cara interna ± glabra.

## Taxonomía
Zieria adenophora fue descrita por William Blakely y publicado en Contr. New South Wales Natl. Herb. 1: 123, en el año 1941.